# Krämerkogel
Der Krämerkogel ist ein 2074 m ü. A. hoher Berg in der Ankogelgruppe der Zentralalpen im österreichischen Bundesland Salzburg.

## Lage und Umgebung
Der Gipfel des Krämerkogels erhebt sich an der Grenze zwischen den Gemeinden Bad Hofgastein im Westen und Großarl im Osten. Zu den Bergen in der Umgebung zählen der 2027 m ü. A. hohe Kreuzkogel im Norden und der 2136 m ü. A. hohe Aukopf im Süden. Almen am Krämerkogel sind die zur Ortschaft Harbach in Bad Hofgastein gehörende Krämeralm an den nordwestlichen Hängen und die zur Ortschaft Bach in Großarl gehörende Paulihütte an den östlichen Hängen.

## Geologie
Der Gipfelbereich des Krämerkogels ist von Marmor, Phyllit und Glimmerschiefer geprägt. Daran schließen im Norden Phyllit, Quarzit und Brekzien an.

## Fauna und Flora
Die Gamswild-Ruhezone Aukopf im Gipfelbereich des Krämerkogels darf von 1. Dezember bis 31. Mai nicht betreten werden. In der Rotwild-Ruhezone Paulhütte an den östlichen Hängen ist von 1. November bis 31. Mai der Zutritt verboten. Östlich des Gipfels gibt es einen Bestand der Rostblättrigen Alpenrose (Rhododendron ferrugineum). Darunter schließt ein Grünerlen-Buschwald an. An den westlichen Hängen findet sich ein Birken-Vorwald.